# Aarna
Aarna är en ort i Estland. Den ligger i Põlva kommun och landskapet Põlvamaa, i den sydöstra delen av landet, 200 km sydost om huvudstaden Tallinn. Aarna ligger 80 meter över havet och antalet invånare är 247.
Terrängen runt Aarna är platt. Runt Aarna är det tätbefolkat, med 427 invånare per kvadratkilometer. Närmaste större samhälle är Põlva, 6,0 km öster om Aarna. I omgivningarna runt Aarna växer i huvudsak blandskog.